# 531. pehotni polk (Wehrmacht)
Za druge 531. polke glejte 531. polk.
531. pehotni polk (izvirno nemško Infanterie-Regiment 531) je bil eden izmed pehotnih polkov v sestavi redne nemške kopenske vojske med drugo svetovno vojno.

## Zgodovina
Polk je bil ustanovljen 27. januarja 1940 kot polk 18. vala kot Rheingold polk WK I; polk je bil dodeljen 383. pehotni diviziji. 
15. oktobra 1942 je bil polk preimenovan v 531. grenadirski polk.